# Kobbie Mainoo
Kobbie Boateng Mainoo (født 19. april 2005) er en engelsk professionel fodboldspiller, som spiller for Premier League-klubben Manchester United og Englands landshold.

## Klubkarriere

### Manchester United

#### 2022-23: Debut
Mainoo fik sin førsteholdsdebut den 10. januar 2023 i en EFL Cup kamp imod Charlton Athletic. Han fik sin Premier League debut den 19. februar af samme år, i en kamp imod Leicester City.

#### 2023-24: Gennembrud
Mainoo scorede det første seniormål i sin karriere den 28. januar 2024 i en FA Cup-kamp imod Newport County. Få dage senere, den 1. februar, scorede han sit første Premier League mål, da han scorede det vindene mål dybt i overtiden i en 3-4 sejr imod Wolverhampton Wanderers. Han var del af at United nåede til FA Cup-finalen i sæsonen, hvor han scorede det andet mål i kampen imod lokalrivalerne Manchester City, da United vandt pokalen med en 2-1 sejr.

## Landsholdskarriere

### Ungdomslandshold
Mainoo har repræsenteret England på flere ungdomsniveauer.

### Seniorlandshold
Mainoo debuterede for Englands landshold den 23. marts 2024 i en venskabskamp imod Brasilien.